# Як-100
Як-100 — радянський дослідний транспортний вертоліт одногвинтової схеми з рульовим гвинтом, збудований у 1948 році. Серійно не будувався, тому що у цей же час проходив випробування вертоліт Мі-1, який показав кращі характеристики. Спільне компонування та зовнішній вид вертольота схожі із Sikorsky R-5. Також відомий під початковим позначенням Як-22.

## Тактико-технічні характеристики

### Технічні характеристики
- Екіпаж: 1—2 людини
- Довжина: 13,91 м
- Діаметр несучого гвинта: 14,50 м
- Діаметр хвостового гвинта: 2,60 м
- Маса
  - Пустого: 1805 кг
  - Максимальна злітна: 2180 кг
- Двигун: 1 ПД АИ-26 ГРФЛ
- Потужність:
  - Злітна: 1×575 к.с.
  - Номінальна: 1×420 к.с.

### Льотні характеристики
- Максимальна швидкість: 170 км/год
- Дальність польоту: 325 км
- Практична стеля: 5250 м
- Статична стеля: 2720 м